# مايرا
بلدية مايرا (بالإسبانية: Miera)‏، هي إحدى بلديات منطقة كانتابريا, المصنفة على أنها مقاطعة أيضاً، في شمال إسبانيا.
يبلغ عدد سكانها 496 نسمة وفقاً لإحصائية سنة (2002).